# Schlacht von Debre Tabor
Die Schlacht von Debre Tabor ereignete sich 1842 während der Zeit der Zemene Mesafint, in der verschiedene Kriegsherren in Äthiopien um die Vormacht stritten. Die Schlacht war ein Versuch des Dejazmach Wube Haile Maryams, den Regenten des äthiopischen Herrschers, Ras Ali II. zu stürzen und die Regierungsmacht in Äthiopien an sich zu reißen. Ras Ali gewann die Schlacht unter hohen Verlusten, konnte jedoch trotz seines Sieges seine Machtposition nicht langfristig halten.

## Vorgeschichte
Wubes Strategie gegen Ras Ali beruhte auf zwei Pfeilern. Zum einen baute er darauf, durch den Import von Schusswaffen einen taktischen Vorteil gegenüber der berühmten Oromo-Reiterei Ras Alis zu erlangen. Zum zweiten hoffte er, dass ein neuer Abuna (Kirchenoberhaupt) der Äthiopisch-Orthodoxen Kirche ihn unterstützen und damit die unzufriedene christliche Bevölkerung auf seine Seite bringen würde.
Wube unternahm mehrere Versuche, Schusswaffen von den europäischen Regierungen zu erwerben, hatte aber erst Mitte 1841 Erfolg. Theophile Lefebvre brachte aus Frankreich eine kleine Menge an Waffen und einige Handwerker mit, die eine Kanone reparieren konnten, welche Wube von Ras Wolde Selassie erhalten hatte und auch andere Kriegsgüter herstellten. Etwa zur gleichen Zeit erfuhr er, dass ein neuer Abuna auf dem Weg nach Äthiopien war. Abuna Salama III. traf Ende 1841 in Äthiopien ein. Nach diesen Erfolgen gab der Dejazmach seine Vorsicht auf, zeigte offen seine Verachtung für die Abgesandten Ras Alis und verkündete, er werde Ras Ali besiegen, den er beschuldigte, im Grunde seines Herzens noch ein Moslem zu sein. An seiner Stelle plante er Tekle Giyorgis, einen Abkömmling der Salomoniden-Dynastie, auf den Kaiserthron in Gonder zu setzen.

## Verlauf
Nachdem Abuna Salama das Lager Wubes erreicht hatte, marschierte dieser nach Begemder, besetzte dort mit Hilfe von Birru Goshu die Stadt Gonder und wandte sich dann gemeinsam mit seinen Verbündeten nach Süden, wo sich Ras Alis mit seinen Truppen aufhielt. Am 7. Februar 1842 trafen die beiden Heere bei Debre Tabor aufeinander. Ras Ali war es gelungen, fast 30.000 Soldaten aufzubringen. Unter ihnen befanden sich sein Neffe Birru Aligaz und Dejazmach Merso, der Bruder seines Rivalen Wube. Nach Auffassung von Mordechai Abir war die Schlacht ein Kampf zwischen den christlichen Amharen und den Bewohnern Tigrays gegen die Oromo, die verzweifelt versuchten, ihre Vormachtstellung im Norden Äthiopiens zu bewahren.
Beide Heere hatten nahezu gleiche Truppenstärke, durch ihre bessere Ausstattung mit Schusswaffen hatten jedoch Dejazmach Wubes Anhänger die Oberhand, und Ras Ali musste mit einigen seiner Männer die Flucht ergreifen. Während der Dejazmach und sein Verbündeter Birru Goshu ihren Sieg feierten, überraschte Birru Aligaz sie mit einer kleinen Truppe. Dejazmach Wube wurde gefangen genommen, und Birru Goshu flüchtete über den Fluss Abbai nach Gojam. Nach seiner Befreiung belohnte Ras Ali seinen Neffen mit der Ernennung zum Gouverneur von Daunt, einem an Amhara und Wello grenzenden Gebiet. Dejazmach Merso erhielt die Ländereien Wubes in Tigray.
Trotz seines Sieges in der Schlacht von Debre Tabor verschlechterte sich Ras Alis Position. Er hatte immer noch Feinde in Gojam, Damot, Dembiya und Lasta, der Klerus lehnte ihn weiterhin ab, und auch seine christlichen Untertanen in Begemder und Amhara brachten ihm wenig Sympathie entgegen. Als Gegenleistung für Abunas Unterstützung sah Ras Ali sich gezwungen, Dejazmach Wube freizulassen und gegen seinen Verbündeten Dejazmach Merso Krieg zu führen, damit Wube seine Ländereien zurückgewinnen konnte. Seine moslemischen Verbündeten in Welo, beunruhigt über die Stationierung des Christen Birru Aligaz an ihren Grenzen, wandten sich ebenfalls von ihm ab. Ras Ali sah sich gezwungen, Unterstützung von anderer Seite zu finden, und erhielt sie von den Ägyptern, die zu dieser Zeit ihre Macht im Sudan festigen wollten. Kurzfristig betrachtet half dies Ras Ali, trug jedoch zu seiner Unpopularität unter der lokalen Bevölkerung bei. Einem seiner Rivalen, dem späteren äthiopischen Herrscher Tewodros II., gelang es schließlich, Ras Ali die Macht zu entreißen.